# Monocita
I monociti sono i globuli bianchi più voluminosi (15-18 µm di diametro). Rappresentano il 6-8% della popolazione leucocitaria. I monociti sono capaci di extravasazione leucocitaria. In seguito a stimoli chemiotattici e infiammatori, la cellula è in grado di passare dal compartimento vascolare nel tessuto in cui c'è la produzione delle chemochine, dove matura in macrofago. 

## Monocitopoiesi
La monocitopoiesi rappresenta la successione di precursori che portano alla formazione del monocito maturo. La produzione dei monociti avviene nel midollo osseo. Si può riconoscere solamente uno stadio immaturo, rappresentato dal promonocito. Il promonocito è una cellula di dimensioni relativamente grandi (10-15 µm) con citoplasma basofilo, un nucleo voluminoso, pochi lisosomi, scarsa attività fagocitaria, un complesso di Golgi, attività perossidasica e pochi recettori per la porzione Fc delle IgG. Il passaggio al compartimento differenziativo del monocita è caratterizzato da un aumento del numero dei lisosomi e dall'acquisizione della motilità. Il monocita, in seguito a stimolazione chemiotattica, viene rilasciato nel circolo sanguigno. Qui permane per un tempo massimo di 12 ore per poi passare nel tessuto e maturare in macrofago. I monociti possono essere dunque considerati cellule in transito. I progenitori delle cellule monocitarie sono rappresentati dalle popolazioni linfocitarie CFU-GM (colony-forming units-granulocyte-macrophage).

## Morfologia
Il nucleo, generalmente eccentrico e voluminoso, è reniforme con cromatina organizzata in densi aggregati collegati tra loro da materiale eucromatico. Nel citoplasma è possibile osservare oltre a mitocondri, reticolo endoplasmatico, apparato di Golgi e lisosomi, due tipi di granuli:
- i granuli primari, a comparsa precoce, contengono arilsulfatasi, fosfatasi acida e perossidasi;
- i granuli secondari, a comparsa tardiva, contengono solamente catalasi. Sulla superficie cellulare si osservano protrusioni a forma di cresta (undilopodi) e filiformi (filopodi).

## Sottotipi
I monociti si possono classificare in base alla presenza sulla loro superficie di due marcatori CD14, recettore per LBP, che presenta il complesso LBP-LPS al TLR-4, e CD16, che si associa invece a Fcγ-R3.
Pertanto abbiamo:
1. Monociti classici: presentano alta espressione di CD14 e non di CD16  (80-90% dei monociti)
2. Monociti non classici: presentano alta espressione di CD16 e minore di CD14
3. Monociti intermedi